# Isonychus simplex
Isonychus simplex är en skalbaggsart som beskrevs av Frey 1976. Isonychus simplex ingår i släktet Isonychus och familjen Melolonthidae. Inga underarter finns listade i Catalogue of Life.